# Karl Nickerl
Karl Nickerl (9 giugno 1931 – 5 gennaio 2011) è stato un calciatore austriaco, di ruolo difensore.

## Carriera

### Club
Ha sempre giocato per club austriaci.

### Nazionale
Ha collezionato 3 presenze in Nazionale